# Caleb Paine
Caleb Paine (* 15. November 1990 in San Diego) ist ein US-amerikanischer Segler.

## Erfolge
Caleb Paine nahm an den Olympischen Sommerspielen 2016 in Rio de Janeiro in der Bootsklasse Finn-Dinghy teil. Nach zehn Rennen qualifizierte er sich für das abschließende medal race, das er auf dem zweiten Platz beendete. Damit schloss er die Regatta mit 76 Punkten auf dem dritten Platz hinter Giles Scott und Vasilij Žbogar ab und gewann die Bronzemedaille.